# 1167년

## 연호
- 남송(南宋) 건도(乾道) 3년
- 금(金) 대정(大定) 7년
- 일본(日本) 닌난(仁安) 2년
- 서하(西夏) 천성(天盛) 19년
- 리 왕조(李朝) 찐롱바오응(正隆寶應) 5년

## 기년
- 남송(南宋) 효종(孝宗) 5년
- 금(金) 세종(世宗) 7년
- 고려(高麗) 의종(毅宗) 21년
- 서하(西夏) 인종(仁宗) 28년
- 리 왕조(李朝) 영종(英宗) 30년